# Gaubertin
Gaubertin is een gemeente in het Franse departement Loiret (regio Centre-Val de Loire) en telt 194 inwoners (1999). De plaats maakt deel uit van het arrondissement Pithiviers.

## Geografie
De oppervlakte van Gaubertin bedraagt 7,3 km², de bevolkingsdichtheid is 26,6 inwoners per km².
De onderstaande kaart toont de ligging van Gaubertin met de belangrijkste infrastructuur en aangrenzende gemeenten.

## Demografie
Onderstaande figuur toont het verloop van het inwonertal (bron: INSEE-tellingen).